# Jim Diamond
James "Jim" Diamond (Glasgow, 28 september 1951 – Londen, 8 oktober 2015) was een Brits zanger uit Schotland, die bekend was als zanger en voorman van de band Ph.D. en als solozanger.

## Loopbaan
Diamond was in de jaren zeventig zanger van de rockband Bandit. Hij brak in 1981 echt door met Ph.D., dat een internationale hit had met het nummer I Won't Let You Down. De band ging reeds in 1983 uit elkaar en Diamond startte een solocarrière. In 1984 scoorde hij opnieuw internationaal met I Should Have Known Better. Met Hi Ho Silver in 1986 haalde hij een nummer-5-notering in de UK Singles Chart. In 1999 verscheen het compilatiealbum The Best of Jim Diamond.
In 2005 bracht Diamond opnieuw een soloalbum uit (Souled and Healed) en pakte hij de draad weer op met Ph.D., wat in 2009 resulteerde in het album Ph.D. Three.
Jim Diamond overleed in 2015 onverwacht op 64-jarige leeftijd. Later werd bekend dat Diamond is overleden aan longoedeem.

## NPO Radio 2 Top 2000
| Nummer met noteringen in de NPO Radio 2 Top 2000 | '99  | '00  | '01  |
| ------------------------------------------------ | ---- | ---- | ---- |
| I Should Have Known Better                       | 1616 | 1609 | 1986 |

1. ↑  Een vetgedrukt getal geeft de hoogste notering aan.
2. ↑  Deze tabel is bijgewerkt tot en met de meest recente editie (2024).

- Bibliothèque nationale de France: cb139845693 (data)
- Gemeinsame Normdatei: 134358449
- International Standard Name Identifier: 0000 0000 6310 4422
- Library of Congress Control Number: n89616881
- MusicBrainz: 9aefc595-d7bb-4318-8511-d029fdf06914
- Nationale Bibliotheek van Tsjechië: xx0140700
- Nationale Bibliotheek van Israël: 987007312420805171
- Nederlandse Thesaurus van Auteursnamen: 070910669
- Virtual International Authority File: 55755163
- WorldCat: E39PBJbxFYjmtFFrj4Y7BpvJXd